# Abraham Laboriel
Abraham Laboriel, Sr. (Cidade do México, 17 de julho de 1947) é um baixista mexicano que já participou de mais de quatro mil gravações e trilhas sonoras. A  revista Guitar Player o descreve como: "o mais versátil baixista de nossos tempos". Laboriel é pai do baterista Abe Laboriel Jr.
Inicialmente formado em violão clássico, ele mudou para o baixo enquanto estudava na Escola Berklee de Música. Henry Mancini incentivou Laboriel a se mudar para Los Angeles, Califórnia e seguir a carreira de músico.
Desde então, já trabalhou com os artistas como Aline Barros, Al Jarreau, George Benson, Chick Corea, Stanley Clarke, Marcus Miller, StanGetz, Joe Pass, Phillip Bailey, Lee Ritenour, Gilberto Gil, João Gilberto, Roberto Carlos, Djavan, Dori Caymmi, Quincy Jones, Michael Jackson, Elton John, Lionel Richie, Sara Vaughan, Chaka Khan, Kenny Rogers, Joe Cocker, Ray Charles, Miles Davis, Christopher Cross, Duran Duran, Frank Gambale, Hanson, Julio Iglesias, Ron Kenoly, Barbra Streisand Manhattan Transfer, Henri Mancini, Madonna, Dolly Parton, Crystal Lewis, Paul Simon, Keith Green, Lisa Loeb, Luis Miguel, Bené Gomes, Hosanna! Music, Airto Moreira, Russ Taff, Engelbert Humperdinck, Najee, Wilson Phillips, Alex Acuña, Justo Almario e outros.

Em 2005, Laboriel recebeu o título de Doutor Honoris Causa em música pela Berklee College of Music.